# Сантос (футбольный клуб, Кейптаун)
«Сантос» (англ. Engen Santos Football Club) — южноафриканский футбольный клуб из Кейптауна, ранее носивший название «Лайтбодис Сантос». Выступает в первой лига ЮАР. Домашние матчи проводит на стадионе «Этлоун Стэйдиум», вмещающем 30 000 зрителей.

## Достижения

### Местные
- Победитель Премьер-лиги ЮАР (с 1996 года) — 1 (2001/02)
- Победитель Федерации Профессиональной Лиги ЮАР (FPL) — 6 (1983, 1984, 1986, 1987, 1988, 1990)
- Обладатель Кубка ЮАР — 5 (1985, 1988, 1990, 2001, 2003)
- Обладатель Кубка Восьми — 1 (2002)